# Lower Nazeing
Lower Nazeing är en by i Epping Forest i Essex i England. Orten har 3 874 invånare (2011).